# Liolaemus lemniscatus
Liolaemus lemniscatus este o specie de șopârle din genul Liolaemus, familia Tropiduridae, descrisă de Gravenhorst 1838. Conform Catalogue of Life specia Liolaemus lemniscatus nu are subspecii cunoscute.